# Sauropsida
Sauropsides
Classe
Les Sauropsides (Sauropsida) sont un clade de tétrapodes rassemblant les Reptiles et les Oiseaux. C'est le groupe frère des Synapsides, dont seul subsistent les Mammifères, avec lesquels ils forment le clade des Amniotes. Les Sauropsides ont produit plusieurs branches basales éteintes, traditionnellement rassemblées sous le taxon des Parareptilia (« à côté des reptiles »), et diverses branches dites d'Eureptilia (« vrais reptiles ») ayant débouché sur les Diapsides, groupe plus dérivé rassemblant tous les reptiles et oiseaux actuels. Le terme « Sauropsida » a été créé en 1864 par Thomas Henry Huxley, qui a regroupé les oiseaux avec les reptiles en se fondant sur des caractères morphologiques.

## Historique
Le naturaliste Thomas Henry Huxley (1825-1895) démontra les parentés profondes existant entre reptiles et oiseaux, qu'il réunit en 1864 dans un groupe nommé Sauropsides. Le terme « Sauropsida » est formé de deux mots provenant du grec ancien : σαῦρος / saûros « lézard » et de ὤψ / ṓps « visage, face » pour donner littéralement « face de lézard ».

## Description
Les plus anciens fossiles connus de sauropsides sont datés d'environ 315 millions d'années (Ma), ce qui correspond au Carbonifère récent. Parmi les sauropsides, les dinosaures formaient la part la plus importante des animaux de grande taille au Mésozoïque, jusqu'à l'extinction Crétacé-Paléogène, il y a 66 Ma. Après cette crise, les mammifères récupérèrent les niches écologiques ainsi libérées, sauf celles des oiseaux qui, eux aussi, se diversifièrent.
Les reptiles au sens courant, c'est-à-dire sans les oiseaux, forment un groupe paraphylétique qui, par conséquent, n'est pas pertinent du point de vue cladistique. On ne peut pas dire de n'importe quel reptile qu'il est plus proche d'un autre reptile que d'un oiseau : les crocodiles, par exemple, sont phylogénétiquement plus proches des oiseaux que des lézards. Les reptiles sont donc plutôt un grade évolutif.
Le groupe des sauropsides est en revanche monophylétique : il inclut tous les descendants d'un dernier ancêtre commun, à savoir tous les reptiles et oiseaux actuels et les branches fossiles apparentées. Il ne préjuge pas des différents degrés de parenté entre espèces à l'intérieur de ce groupe (le terme sauropside n'indique pas si le crocodile est plus proche de l'oiseau ou du lézard, et donc, n'induit plus en erreur).
Le grade évolutif des reptiles a été abandonné dans les classifications cladistes. Les chercheurs évolutionnistes, quant à eux, continuent à utiliser la définition classique et à l'accepter en tant que taxon à part entière (la paraphylie n'étant pas rejetée dans cette école de taxonomie).

## Caractères propres au taxon
Quelques caractères propres aux sauropsides :
- présence d'une quille ventrale sous les vertèbres cervicales, l’hypapophyse ;
- le système excréteur produit de l’acide ornithurique ;
- l’iris de l’œil comporte des muscles striés qui compriment le cristallin pour faire la mise au point.

## Phylogénie

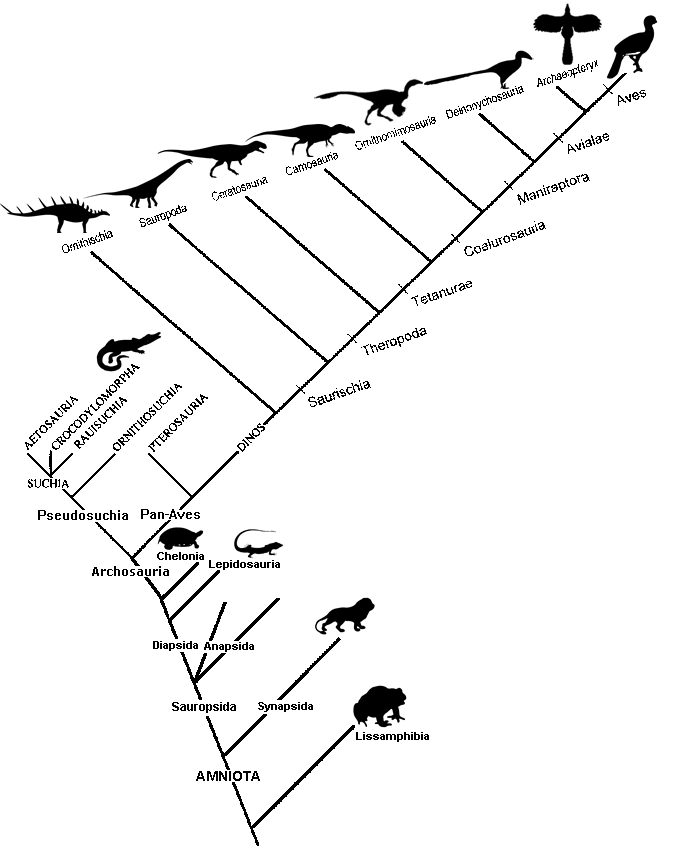
Cladogramme des amniotes

```
Sauropsida

  |--
Parareptilia

  |  |--
Mesosauridae
 (éteints)
  |  |--
Millerettidae
 (éteints)
  |  |--
Bolosauridae
 (éteints)
  |  `--
Procolophonomorpha

  |     |--
Procolophonia

  |        |--
Procolophonidae
 (éteints)
  |        `--
Pareiasauroidea
 (éteints)
  |        
  `--
Eureptilia
         
     |--
Captorhinidae
 (éteints)
     `--
Romeriida

        |--
Protorothyrididae
 (éteints)
        `--
Diapsida

           |--
Araeoscelidia
 (éteints)
           `--
Neodiapsida

              |--
Younginiformes
 (éteints)
              `--+--
Clade

                 |  |--
Thalattosauria
 (éteints)
                 |  |--
Sauropterygia
 (éteints)
                 |  `--
Ichthyosauromorpha
 (éteints)
                 |--
Lepidosauromorpha

                 |  `--
Lepidosauria

                 |     |--
Sphenodontidae
 (dont les 
Tuataras
)
                 |     `--
Squamata
 (incluant les 
lézards
, les 
mosasaures
 et les 
serpents
)
                 |--
Pantestudines
 
(en)

                 |  `--
Testudines
 (les 
tortues
)
                 `--
Archosauromorpha

                    |?-
Choristodera
 (éteints)
                    |--
Allokotosauria
 (éteints)
                    |--
Rhynchosauria
 (éteints)
                    `--
Archosauriformes

                       |--
Proterosuchidae
 (éteints)
                       |--
Erythrosuchidae
 (éteints)
                       |--
Euparkeriidae
 (éteints)
                       `--
Proterochampsia

                          `--
Archosauria

                             |--
Crurotarsi

                             |  |--
Phytosauria
 (éteints)
                             |  `--
Crocodylomorpha
 (incluant les 
crocodiles
)
                             `--
Ornithodira

                                |--
Pterosauromorpha
 (éteints)
                                `--
Dinosauromorpha
 (incluant les 
dinosaures
, qui comprennent les 
oiseaux
)
```